# Anton Jewgenjewitsch Kalinitschenko
Anton Jewgenjewitsch Kalinitschenko (russisch Антон Евгеньевич Калиниченко, wiss. Transliteration Anton Evgen'evič Kaliničenko; * 22. Juli 1982 in Kemerowo) ist ein ehemaliger russischer Skispringer.

## Werdegang
Kalinitschenko gab am 28. November 1999 sein Debüt im Skisprung-Weltcup. Dabei konnte er in Kuopio den 51. Platz erreichen. Bei der Skiflug-Weltmeisterschaft 2000 in Vikersund belegte er am Ende den 41. Platz. Am 20. Januar 2001 gelang ihm in Park City mit dem 28. Platz erstmals der Gewinn von drei Weltcup-Punkten. Bei der Nordischen Skiweltmeisterschaft 2001 in Lahti sprang er von der Großschanze auf den 42. Platz. Am 27. Januar 2002 sprang er sein für lange Zeit letztes Weltcup-Springen in Sapporo und erreichte dabei noch einmal den 5. Platz im Teamspringen gemeinsam mit Alexander Below, Ildar Fatkullin und Waleri Kobelew.

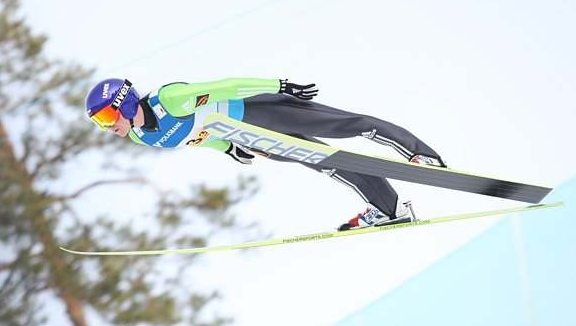
Kalinitschenko 2012 in Vikersund

Nachdem er ab 2002 zunächst nicht mehr im Weltcup berücksichtigt worden war, startete Kalinitschenko im Skisprung-Continental-Cup sowie bei einigen Springen im FIS Cup. Bei den russischen Meisterschaften am 13. und 14. Oktober 2011 im kasachischen Almaty konnte er den Titel von der Großschanze erringen, nachdem er zuvor von der Normalschanze Zweiter geworden war. Daraufhin wurde er wieder für den Weltcup nominiert. Am 27. November 2011 errang er bei seinem ersten Weltcupspringen seit mehr als neun Jahren in Kuusamo mit der russischen Mannschaft den dritten Platz und damit seine erste Podestplatzierung. Am selben Tag sprang er als 29. auch zum zweiten Mal in seiner Karriere in die Punkteränge eines Einzelspringens im Weltcup. Sein bestes Ergebnis bei einem Weltcupspringen erreichte er mit dem 24. Rang am 17. Dezember 2011 im schweizerischen Engelberg.
Kalinitschenko nahm 2003, 2005 und 2009 an der Winter-Universiade teil und kam jeweils bei allen drei Wettbewerben zum Einsatz. 2003 belegte er von der Großschanze in Bischofshofen den 29. Platz. Am eigentlichen Austragungsort Tarvis sprang er von der Normalschanze auf Rang 26 und wurde zudem im Team Achter. 2005 wurde er in Innsbruck von der Großschanze 22. und von der Normalschanze 20. Das Teamspringen beendete er erneut auf dem achten Platz. Vier Jahre später im chinesischen Yabuli sprang Kalinitschenko von der Normalschanze auf Rang 19, ehe er im Teamspringen gemeinsam mit Alexei Wostrezow und Sergei Koschewnikow Siebter wurde. Beim abschließenden Wettbewerb von der Großschanze erzielte er mit dem 16. Platz sein bestes Einzelresultat. Auf nationaler Ebene gewann Kalinitschenko neun Medaillen. Von seinen drei Meistertiteln gewann er einen im Einzel. Nachdem er zum Beginn und zum Ende seiner Karriere für die Oblast Kemerowo startete, vertrat er zwischendurch die Stadt Moskau.
Nach seiner sportlichen Karriere war Kalinitschenko unter anderem Trainer der russischen Nationalmannschaft in der nordischen Kombination.

## Statistik

### Weltcup-Platzierungen
| Saison  | Platz | Punkte |
| ------- | ----- | ------ |
| 2000/01 | 76.   | 003    |
| 2011/12 | 60.   | 020    |
| 2012/13 | 79.   | 002    |
| 2015/16 | 71.   | 003    |

### Grand-Prix-Platzierungen
| Saison | Platz | Punkte |
| ------ | ----- | ------ |
| 2000   | 33.   | 038    |
| 2011   | 53.   | 029    |
| 2012   | 61.   | 013    |